# 信息空间

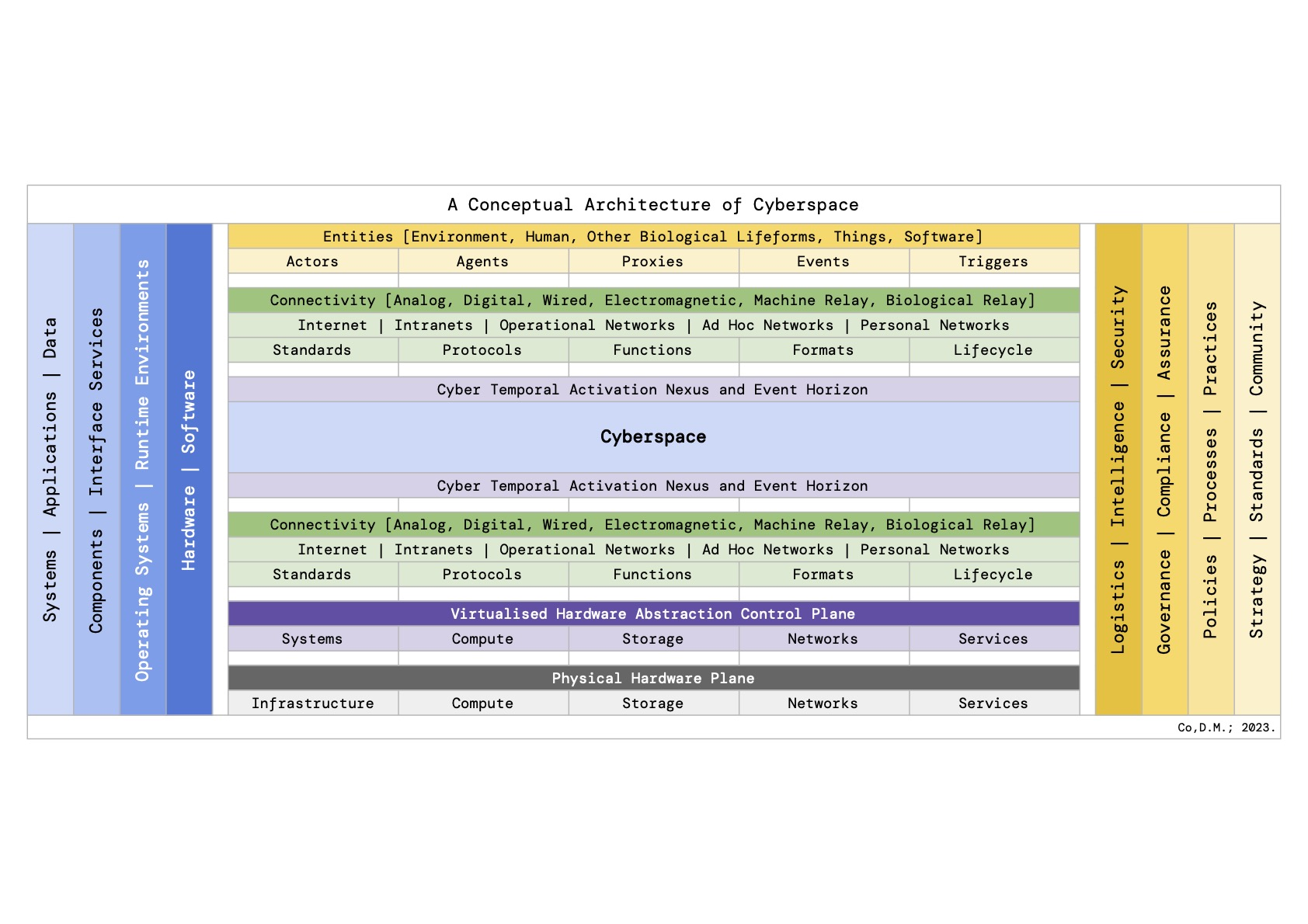
信息空间图表

網絡空间（英語：Cyberspace），又譯信息空间、賽博空間、電子世界、网络世界等，是哲学和電腦领域中的一个抽象概念，指在電腦以及數位網路裡的虚拟现实。「網絡空间」一词是控制论（cybernetics）和空间（space）两个词的组合，是由居住在加拿大的科幻小说作家威廉·吉布森于1982年发表在 omni 杂志的短篇小说《整垮珂萝米》（Burning Chrome）中首次创造出来。在后来的小说《神经漫游者》中被普及。